# The A List
The A List ist eine britische Thriller-Jugendserie, die von Dan Berlinka und Nina Metivier erdacht wurde und seit dem 25. Oktober 2018 von der BBC online ausgestrahlt wird.
Im September 2019 wurde die Serie weltweit auf Netflix veröffentlicht.
The A List weist Ähnlichkeiten mit anderen amerikanischen Thriller-Serien für Jugendliche wie Pretty Little Liars oder Riverdale auf. Ende Dezember 2019 wurde bekannt, dass BBC die Serie einstellt und Netflix die zweite Staffel selbst produzieren wird. Diese erschien am 25. Juni 2021 auf Netflix.
Die Serie handelt von Mia, die an einem Sommer-Camp für Jugendliche auf einer abgelegenen Insel teilnimmt.
Dort liefert sie sich mit einem anderen Mädchen, Amber, eine Art Wettstreit darum, wer von beiden das populärste Mädchen im Camp wird.

## Besetzung und Synchronisation
Die deutschsprachige Synchronisation entstand unter der Dialogregie von Debora Weigert nach dem Dialogbuch von Andrea Solter durch die Synchronfirma SDI Media in Berlin.
| Schauspieler                              | Rolle                         | Synchronsprecher     |
| ----------------------------------------- | ----------------------------- | -------------------- |
| Lisa Ambalavanar                          | Mia                           | Maria Hönig          |
| Ellie Duckles                             | Amber                         | Tanya Kahana         |
| Savannah Baker                            | Kayleigh                      |                      |
| Cian Barry                                | Dave                          | Tim Knauer           |
| Eleanor Bennett                           | Jenna                         | Nicole Hannak        |
| Jacob Dudman, ab Staffel 2 Barnaby Tobias | Dev                           | Amadeus Strobl       |
| Benjamin Nugent                           | Harry                         | Dirk Petrick         |
| Rosie Dwyer                               | Alex                          | Alice Bauer          |
| Jack Kane                                 | Zac                           | Konrad Bösherz       |
| Max Lohan                                 | Luka                          | Karim El Kammouchi   |
| Nneka Okoye                               | Mags                          | Julia Kaufmann       |
| Micheal Ward                              | Brendan                       | Ricardo Richter      |
| Georgina Sadler                           | Petal                         | Giovanna Winterfeldt |
| Indianna Ryan                             | Midge                         | Luisa Wietzorek      |
| Chetna Pandya                             | Liana Blackwood (Mias Mutter) | Silvia Mißbach       |
| Greg Wood                                 | Ray Blackwood (Mias Vater)    | Robert Glatzeder     |

## Episodenliste

### Übersicht
| Staffel | Episodenanzahl | Erstveröffentlichung Großbritannien | Deutschsprachige Erstveröffentlichung |
| ------- | -------------- | ----------------------------------- | ------------------------------------- |
| 1       | 13             | 25. Oktober 2018                    | 1. September 2019                     |
| 2       | 8              | 25. Juni 2021                       | 25. Juni 2021                         |

### Staffel 1
| Nr. (ges.) | Nr. (St.) | Deutscher Titel                | Originaltitel             | Erstausstrahlung | Deutschsprachige Erstausstrahlung (D) | Regie           | Drehbuch                    |
| ---------- | --------- | ------------------------------ | ------------------------- | ---------------- | ------------------------------------- | --------------- | --------------------------- |
| 1          | 1         | Hier ist sie endlich           | Here She Is at Last       | 25. Okt. 2018    | 1. Sep. 2019                          | Patrick Harkins | Dan Berlinka, Nina Metivier |
| 2          | 2         | Sich die Kontrolle zurückholen | Take Back Control         | 25. Okt. 2018    | 1. Sep. 2019                          | Patrick Harkins | Dan Berlinka, Nina Metivier |
| 3          | 3         | Königin werden                 | To Become a Queen         | 25. Okt. 2018    | 1. Sep. 2019                          | Patrick Harkins | Kate Davidson               |
| 4          | 4         | Den König erobern              | Capture the King          | 25. Okt. 2018    | 1. Sep. 2019                          | Patrick Harkins | Nina Metivier               |
| 5          | 5         | Der entscheidende Schlag       | In for the Kill           | 25. Okt. 2018    | 1. Sep. 2019                          | Patrick Harkins | Dan Berlinka                |
| 6          | 6         | Weit weg von zu Hause          | Far from Home             | 25. Okt. 2018    | 1. Sep. 2019                          | Patrick Harkins | Dan Berlinka, Nina Metivier |
| 7          | 7         | Nichts kann allein überleben   | Nothing Can Survive Alone | 25. Okt. 2018    | 1. Sep. 2019                          | Patrick Harkins | Dan Berlinka                |
| 8          | 8         | Alles, was bleibt              | All That's Left of Us     | 25. Okt. 2018    | 1. Sep. 2019                          | Patrick Harkins | Kate Davidson               |
| 9          | 9         | Ein Schatten deiner selbst     | Who You Used to Be        | 25. Okt. 2018    | 1. Sep. 2019                          | Patrick Harkins | Nina Metivier               |
| 10         | 10        | Gift                           | Poison                    | 25. Okt. 2018    | 1. Sep. 2019                          | Patrick Harkins | Kate Davidson               |
| 11         | 11        | Was du zurückgelassen hast     | What You Left Behind      | 25. Okt. 2018    | 1. Sep. 2019                          | Patrick Harkins | Nina Metivier               |
| 12         | 12        | Lauf, Mia, lauf                | Run, Mia, Run             | 25. Okt. 2018    | 1. Sep. 2019                          | Patrick Harkins | Dan Berlinka                |
| 13         | 13        | Die letzte Taube               | The Last Dove             | 25. Okt. 2018    | 1. Sep. 2019                          | Patrick Harkins | Dan Berlinka, Nina Metivier |

### Staffel 2
| Nr. (ges.) | Nr. (St.) | Deutscher Titel                 | Originaltitel         | Erstausstrahlung | Deutschsprachige Erstausstrahlung (D) | Regie             | Drehbuch                    |
| ---------- | --------- | ------------------------------- | --------------------- | ---------------- | ------------------------------------- | ----------------- | --------------------------- |
| 14         | 1         | Eine zweite Chance              | A Second Chance       | 25. Juni 2021    | 25. Juni 2021                         | Neil J. Wilkinson | Dan Berlinka, Nina Metivier |
| 15         | 2         | Ihr erinnert euch nicht an mich | You Don't Remember Me | 25. Juni 2021    | 25. Juni 2021                         | Neil J. Wilkinson | Dan Berlinka                |
| 16         | 3         | Zwei Fliegen mit einer Klappe   | Two Birds, One Stone  | 25. Juni 2021    | 25. Juni 2021                         | Neil J. Wilkinson | Nina Metivier               |
| 17         | 4         | Wir waren niemals Freundinnen   | We Were Never Friends | 25. Juni 2021    | 25. Juni 2021                         | Neil J. Wilkinson | Dan Berlinka, Nina Metivier |
| 18         | 5         | Wir verdienen einander          | We Deserve Each Other | 25. Juni 2021    | 25. Juni 2021                         | Neil J. Wilkinson | Dan Berlinka, Nina Metivier |
| 19         | 6         | Weil ich ich bin                | Because of Who I Am   | 25. Juni 2021    | 25. Juni 2021                         | Dan Berlinka      | Dan Berlinka                |
| 20         | 7         | Rettet sie                      | Save Them             | 25. Juni 2021    | 25. Juni 2021                         | Dan Berlinka      | Nina Metivier               |
| 21         | 8         | Wer wir wirklich sind           | Who We Really Are.    | 25. Juni 2021    | 25. Juni 2021                         | Dan Berlinka      | Dan Berlinka, Nina Metivier |